# Dale City
Dale City – miejscowość spisowa (obszar niemunicypalny) w Stanach Zjednoczonych, w stanie Wirginia, w hrabstwie Prince William. Według spisu w 2020 roku liczy 72,1 tys. mieszkańców. Ma największą populację z Ghany (pod względem odsetka, który wynosi 2,3%) wśród miast liczących co najmniej 50 tys. mieszkańców w Stanach Zjednoczonych. 

## Demografia
- Latynosi – 34,5%
- biali nielatynoscy – 26,4%
- czarni lub Afroamerykanie – 24,4%
- rasy mieszanej – 10,7%
- Azjaci – 10%
- rdzenni Amerykanie – 0,8%[1].